# 丹水镇
丹水镇，是中华人民共和国河南省南阳市西峡县下辖的一个乡镇级行政单位。

## 行政区划
丹水镇下辖以下地区：
丹水社区、袁店村、袁沟村、马边村、南湾村、河头村、郝沟村、符沟村、黄坪村、西湾村、南岗村、潭沟村、菊花村、青龙庙村、王岗村、英湾村、朝阳村、黄营村、肖关村、七峪村、卓沟村、袁庄村、陈沟村、屈沟村、北凹村、古垛村、六里庙村、三里庙村和廖坟村。